# Fernand Duchaussoy
Fernand Duchaussoy, né le 30 décembre 1942 à Senonches (Eure-et-Loir), est un homme politique français, ancien dirigeant de la Fédération française de football du 18 décembre 2010 (après avoir assuré l'intérim à partir du 23 juillet 2010) jusqu'au 18 juin 2011, avant d'être remplacé par Noël Le Graët.
Il est depuis 2020, le Président d’Honneur de la Fédération Française de Football

## Biographie
Né à Senonches, en Eure-et-Loir, Fernand Duchaussoy a deux ans lorsque sa famille s'installe à Berck dans le Pas-de-Calais. Il commence sa vie professionnelle en tant que professeur de physique-chimie au lycée Jan Lavezzari de Berck. Il s'investit dans la vie culturelle de la ville en rejoignant une troupe théâtrale. En 1963, il devient animateur et comédien dans un centre aéré de l’Amicale laïque.
Passionné de football et après une carrière en tant que gardien de but, notamment au SC Abbeville en 1962-1963, il signe dans les années 80 sa première licence de dirigeant à l’AS Rang-du-Fliers puis devient président du district Côte d’Opale en 1992.
En janvier 2005, Fernand Duchaussoy est élu à la Fédération française de football en tant que président de la Ligue du football amateur, réélu en 2008 avec 98,5 % des voix, il conserve ce poste jusqu'en 2010, année où il devient président par intérim de cette même FFF.  
Le 18 juin 2011, Fernand Duchaussoy est remplacé par Noël Le Graët à la suite de l’élection du nouveau président de la FFF. Il avait officialisé sa candidature le 18 mai 2011 en présentant une liste de 10 noms, mais c'est son principal concurrent qui a été élu dès le premier tour avec 54,39 % des voix, tandis que le candidat sortant obtient 45,5 % des voix.
En octobre 2012, Fernand Duchaussoy est élu président de la Ligue du Nord-Pas-de-Calais de football. Il reste à ce poste jusqu'en janvier 2017 lors de la formation de la nouvelle Ligue de football des Hauts-de-France.
En 2014, Fernand Duchaussoy se déclare candidat aux élections municipales à Berck .

## Distinctions
- Chevalier de la Légion d'honneur (décret du 31 décembre 2008)[5]